# Mađere (Ražanj)
Pour les articles homonymes, voir Mađere.
Mađere (en serbe cyrillique : Мађере) est un village de Serbie situé dans la municipalité de Ražanj, district de Nišava. Au recensement de 2011, il comptait 408 habitants.

## Démographie
| 1948 | 1953 | 1961 | 1971 | 1981 | 1991 | 2002 | 2011 |
| ---- | ---- | ---- | ---- | ---- | ---- | ---- | ---- |
| 949  | 986  | 931  | 842  | 749  | 631  | 525  | 408  |

|  |